# La mujer del presidente
La mujer del presidente è una serie televisiva prodotta nel 1997 da Caracol Televisión e trasmessa in Colombia dal canale Canal Uno dal 13 luglio 1997 al 1998.
Racconta la storia di Carlos Alberto Buendia, un onesto lavoratore che riceve delle seduzioni dalla moglie del presidente dell'azienda in cui lavora, Susana de Acero. Quando la donna muore, però, Carlos viene accusato dell'omicidio e quindi lui deve provare la sua innocenza.
Nel 2012 è stato prodotto un sequel dal titolo El laberinto, con gran parte dello stesso cast.